# Mont-Royal (série télévisée)
Pour les articles homonymes, voir Mont-Royal.
Mont-Royal (Mount-Royal) est une série télévisée en coproduction France-Québec en 17 épisodes de 45 minutes créée par Wayne Grigsby et Guy Fournier, diffusée au Canada anglais du 3 janvier 1988 au 24 mai 1988 sur le réseau CTV, en France à partir du 7 janvier 1989 sur TF1 jusqu'en 1992 puis à partir de 1994 sur Monté-Carlo TMC et au Québec entre le 12 février et le 2 juillet 1990 à la Télévision de Radio-Canada.

## Fiche technique
- Scénaristes : Wayne Grigsby et Guy Fournier
- Réalisation : René Bonnière, Pierre Magny, Peter Medak, Michel Wyn, Mario Azzopardi et Jean Beaudin
- Sociétés de production : TF1, Société Française de Production et Alliance Entertainment

## Distribution
- Patrick Bauchau : André Valeur
- Domini Blythe (en) (VQ : Kelly Ricard) : Katherine Valeur
- Catherine Colvey : Danielle Valeur
- Jonathan Crombie (VQ : Alain Zouvi) : Rob Valeur
- Guylaine St-Onge : Stéfanie Valeur
- Monique Mercure : Solange Valeur
- Pier Paquette : Roland Valeur
- Émile Genest : Vincent Valeur
- Marcel Sabourin : Gilbert Valeur
- Ronnie Hawkins : vedette rock
- François Montagut : Philippe St-Amour de Barbancourt
- Lucie Dorion : Chantal
- Jean Rougerie : Jacques
- Harant Alianak : Gomes
- Fabienne Babe : Chantal
- Jacques Dacqmine : Barrault
- Sheila McCarthy : Luise Blaikie
- Denise McLeod : Mado Toussaint
- Pierre Benoit : le Roumain
- Dorothée Berryman
- Jennifer Dale
- Martha Henry
- Sady Rebbot
- Mark Walker

 Source et légende : version québécoise (VQ) sur Doublage.qc.ca